# Ramón Blanco

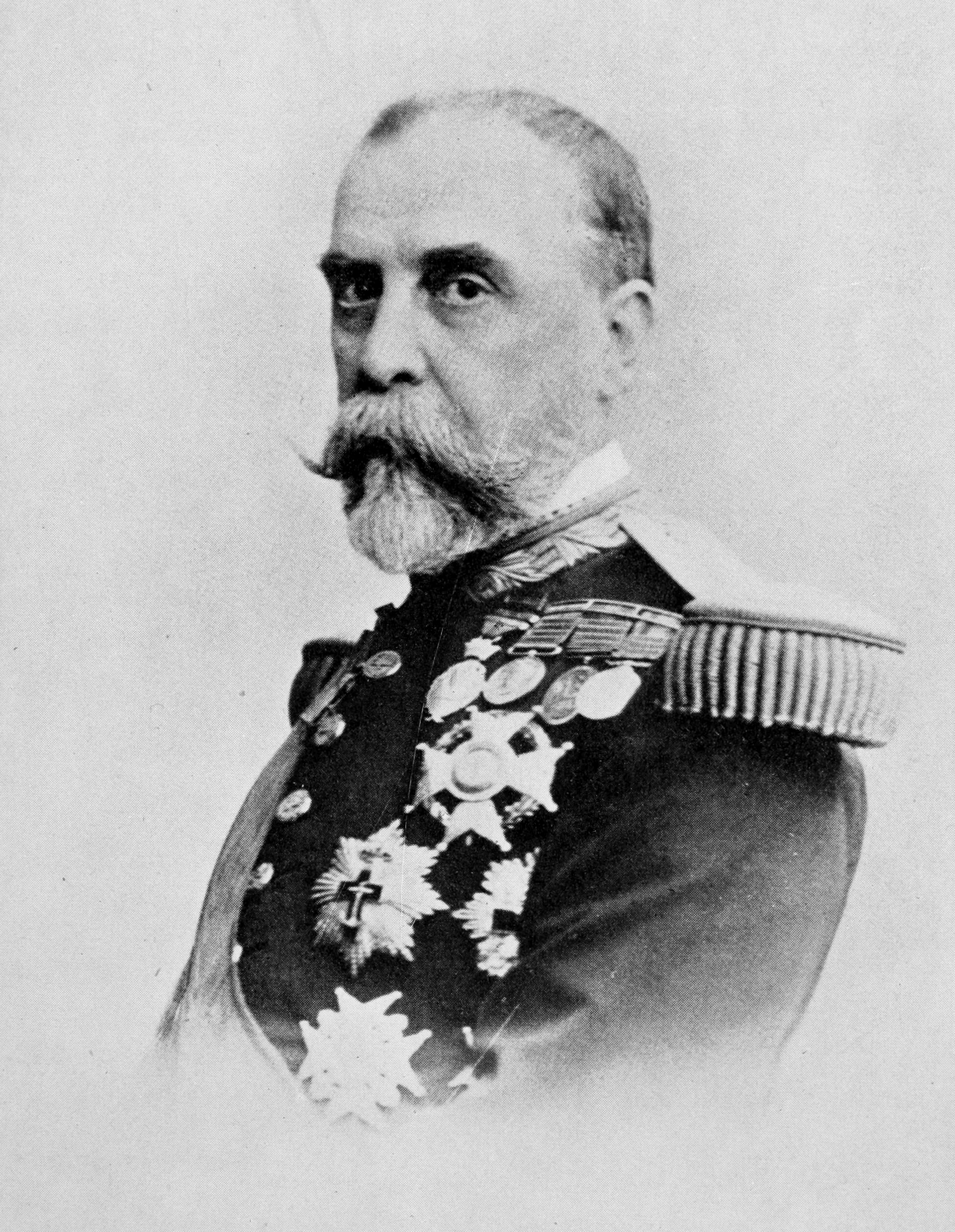
Ramón Blanco

Ramón Blanco y Erenas (San Sebastian, 1833 — 1906) was een Spaans brigadier en koloniaal bestuurder.
Blanco werd in 1858 voor de eerste maal naar de Caraïben gezonden, waar hij gestationeerd werd in Cuba en Santo Domingo. In 1861 keerde hij terug in Spanje. Van 1866 tot 1871 diende Blanco in de Filipijnen.
Nadien keerde hij terug naar Spanje waar hij diende in de derde Calistische oorlog. In deze periode werd Blanco bevorderd tot de rang brigadier. Na zijn deelname aan het offensief in de vallei van Baztan in 1876 diende Blanco als kapitein-generaal van Navarre. In deze periode verkreeg Blanco de titel van markies. In april 1879 werd Blanco naar Cuba gestuurd om te dienen als kapitein-generaal. Hier was hij betrokken bij de tweede in de serie van drie conflicten die leidden tot de Cubaanse onafhankelijkheid. Na zijn terugkeer in Spanje in november 1881 diende hij als kapitein-generaal van Catalonië en Extremadura.
Van 1893 tot 1896 was Blanco de gouverneur-generaal van de Filipijnen. Hij kreeg in deze periode te maken met Filipijnse opstandelingen toen in het laatste jaar van zijn periode als gouverneur-generaal de Filipijnse revolutie begon.